# Love Is on the Move
Love Is on the Move es el tercer álbum de estudio de la banda de rock cristiano, Leeland que se lanzó al mercado el 25 de agosto de 2009 debutando en el puesto númer 5 en el listado de álbumes cristianos de la revista Billboard. El sencillo "New Creation" está inspirado en 2 de Corintios 5:17, que dice: "Por lo tanto, si alguno está en Cristo, es una nueva creación."

## Lista de canciones
1. "The Door"
2. "Follow You" (con Brandon Heath)
3. "Via Dolorosa"
4. "Pure Bride"
5. "Carry Me on Your Back"
6. "New Creation"
7. "Lift Your Eyes Up"
8. "Weak Man"
9. "Love Is on the Move"
10. "Learn to Love"
11. "Holy Spirit Have Your Way"
12. "Bonus: My Jesus"

## Crítica
La Jesus Freak Hideout le dio un puntaje de estrellas 3/5, diciendo que en el álbum no se encuentran canciones que capturen el arte de sus otras canciones como "Opposite Way”, “Tears Of The Saint”, “Brighter Days” , “Count Me In” o incluso “Yes You Have”.